# The Bomb! (These Sounds Fall into My Mind)
Singles de The Bucketheads
Whew
(1994) Come and Be Gone
(1995)
Pistes de All in the Mind
Sayin' Dope
(2)
Pour les articles homonymes, voir The Bomb.
The Bomb! (These Sounds Fall into My Mind) est une chanson de musique house du projet dance The Bucketheads sortie le 23 mars 1995. Le single sera plus tard inclus dans l'album du projet All in the Mind sorti le 8 août 1995. Le single rencontre un grand succès dans les clubs puis un succès commercial.
La chanson est produite par un membre du groupe Masters At Work, Kenny "Dope" Gonzalez. La chanson reprend le sample du groupe de rock américain Chicago : Street Player. Ce sample sera plus tard utilisé par Nicola Fasano VS. Pat Rich pour 75, Brazil Street, puis plus tard par le rappeur américain Pitbull : I Know You Want Me (Calle Ocho). Dans The Bomb!, une voix est répétée de façon récurrente « Street sounds swirling through my mind... ». En décembre 2014, Fatal Bazooka reprend le même sample dans son titre Ce soir je sors sans mon sexe.
Le clip vidéo sort le 28 janvier 1996 reprend un épisode de la série Beavis et Butt-Head : Prank Call. La chanson fait partie des bande annonce du film de 2010 Une famille très moderne.
Le site Slant Magazine classe la chanson 65e des 100 plus grand titre dance de tous les temps.

## Formats et liste des pistes
CD single
1. "The Bomb! (These Sounds Fall into My Mind)" (radio edit) — 3:22
2. "The Bomb! (These Sounds Fall into My Mind)" — 14:51

CD maxi - Royaume-Uni
1. "The Bomb! (These Sounds Fall into My Mind)" (radio edit) — 3:22
2. "The Bomb! (These Sounds Fall into My Mind)" — 14:51
3. "The Bomb! (These Sounds Fall into My Mind)" (Armand Van Helden re-edit) — 8:03

CD maxi - États-Unis
1. "The Bomb! (These Sounds Fall into My Mind)" (radio edit) — 3:24
2. "The Bomb! (These Sounds Fall into My Mind)" (Kenny Dope remix) — 4:32
3. "The Bomb! (These Sounds Fall into My Mind)" (jinxx remix) — 5:02
4. "The Bomb! (These Sounds Fall into My Mind)" (bonus beats) — 5:06

7" single
1. "The Bomb! (These Sounds Fall into My Mind)" (radio edit) — 3:22
2. "The Bomb! (These Sounds Fall into My Mind)" (Armand Van Helden re-edit) — 8:03

12" maxi 1 - Royaume-Uni
1. "The Bomb! (These Sounds Fall into My Mind)" — 13:58
2. "I Wanna Know" — 7:15
3. "The Bomb! (These Sounds Fall into My Mind)" (radio edit) — 3:22

12" maxi 2 - Royaume-Uni
1. "The Bomb! (These Sounds Fall into My Mind)" — 14:51
2. "The Bomb! (These Sounds Fall into My Mind)" (Armand Van Helden re-edit) — 8:03
3. "I Wanna Know" — 7:15

12" maxi - États-Unis
1. "The Bomb! (These Sounds Fall into My Mind)" (original mix)
2. "The Bomb! (These Sounds Fall into My Mind)" (Johnick Radio Edit)
3. "The Bomb! (These Sounds Fall into My Mind)" (bonus beats)

## Classement et certifications
| Classement (1995)                        | Meilleure position |
| ---------------------------------------- | ------------------ |
| Australie (ARIA)                         | 11                 |
| Autriche (Ö3 Austria Top 40)             | 7                  |
| Belgique (Flandre Ultratop 50 Singles)   | 17                 |
| Belgique (Wallonie Ultratop 50 Singles)  | 3                  |
| Pays-Bas (Nederlandse Top 40)            | 11                 |
| France (SNEP)                            | 4                  |
| Allemagne (Media Control Charts)         | 19                 |
| Irlande (Irish Singles Chart)            | 10                 |
| Nouvelle-Zélande (RMNZ)                  | 21                 |
| Suède (Sverigetopplistan)                | 5                  |
| Suisse (Schweizer Hitparade)             | 7                  |
| Royaume-Uni UK Singles Chart             | 5                  |
| États-Unis Billboard Hot 100             | 49                 |
| États-Unis Billboard Hot Dance Club Play | 1                  |
| États-Unis Billboard Rhythmic Top 40     | 23                 |

| Classement (1995)                 | Position |
| --------------------------------- | -------- |
| Belgique (Flandre) Singles Chart  | 94       |
| Belgique (Wallonie) Singles Chart | 25       |
| Pays-Bas (Dutch Top 40)           | 99       |
| France Singles Chart              | 17       |
| Suisse Singles Chart              | 15       |

| Pays   | Certification | Date         | Ventes certifiés |
| ------ | ------------- | ------------ | ---------------- |
| France | Argent        | 29 août 1995 | 125,000          |